# کارلوس دوکه
کارلوس دوکه (انگلیسی: Carlos Duke؛ زادهٔ ۲۸ فوریهٔ ۲۰۰۰) بازیکن فوتبال اهل ژاپن است.